# جاك ولز
جاك ولز (بالإنجليزية: Jack Wells)‏ هو لاعب كرة قدم أسترالية أسترالي، ولد في 4 يناير 1883 في Stawell, Victoria ‏ في أستراليا، وتوفي في 17 ديسمبر 1966 في فيتزوري ‏ في أستراليا.

## وصلات خارجية
- جاك ولز على موقع AustralianFootball.com (الإنجليزية)
- جاك ولز على موقع AFLtables.com (الإنجليزية)